# Medianeras (cortometraje)
Medianeras es un cortometraje argentino de 2005 escrito y dirigido por Gustavo Taretto. La película se centra en dos habitantes de una zona superpoblada de la ciudad de Buenos Aires, una chica (Mariana Anghileri) y un chico (Javier Drolas), que a pesar de vivir en la misma calle y ser el uno para el otro, las circunstancias no han permitido que se conozcan. Basándose en esa misma trama, el director estrenó un largometraje con el mismo nombre en 2011. 
Una vez lanzado, el corto tuvo un éxito inesperado para el director, quien en un principio había tenido la idea de hacer un largometraje pero «era muy perezoso para realizarlo» y prefirió hacer antes un corto a modo de «boceto». El corto ganó alrededor de cuarenta premios en todo el mundo, incluyendo mejor cortometraje en el Festival Internacional de Cine de Mar del Plata, mejor corto narrativo en el Festival de Cine de Los Ángeles y el Grand Prix en el Festival Internacional de Cortometrajes de Clermont-Ferrand.